# Amblyderus obesus
Amblyderus obesus är en skalbaggsart som beskrevs av Thomas Casey 1895. Amblyderus obesus ingår i släktet Amblyderus och familjen kvickbaggar. Inga underarter finns listade i Catalogue of Life.